# Neanotis urophylla
Neanotis urophylla är en måreväxtart som först beskrevs av Nathaniel Wallich, Robert Wight och George Arnott Walker Arnott, och fick sitt nu gällande namn av Walter Hepworth Lewis. Neanotis urophylla ingår i släktet Neanotis och familjen måreväxter.
Artens utbredningsområde är Assam (Indien). Inga underarter finns listade i Catalogue of Life.